# Wehrmacht

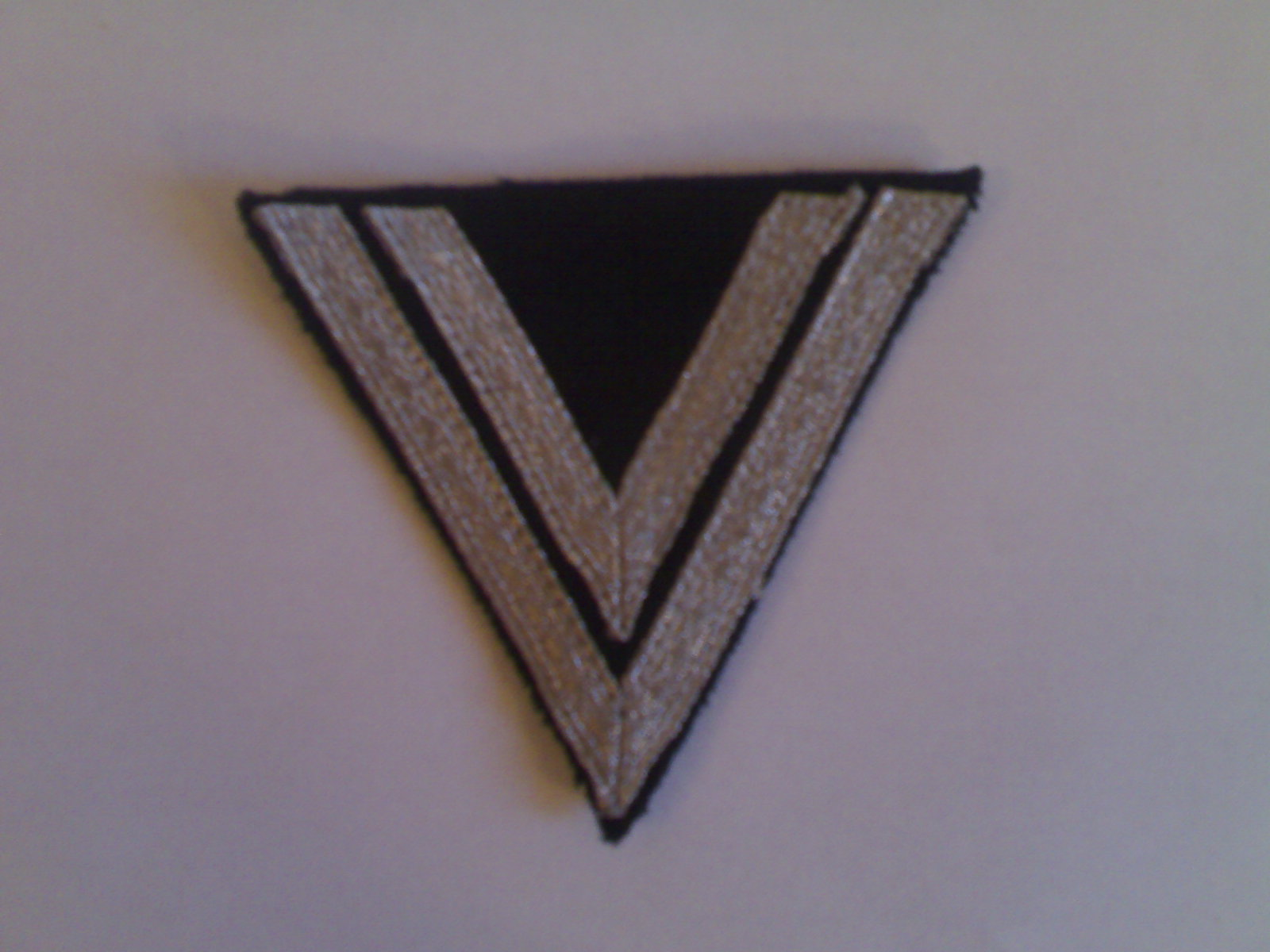
Tizedesi rendfokozati kabátjelzés a Wehrmachtban

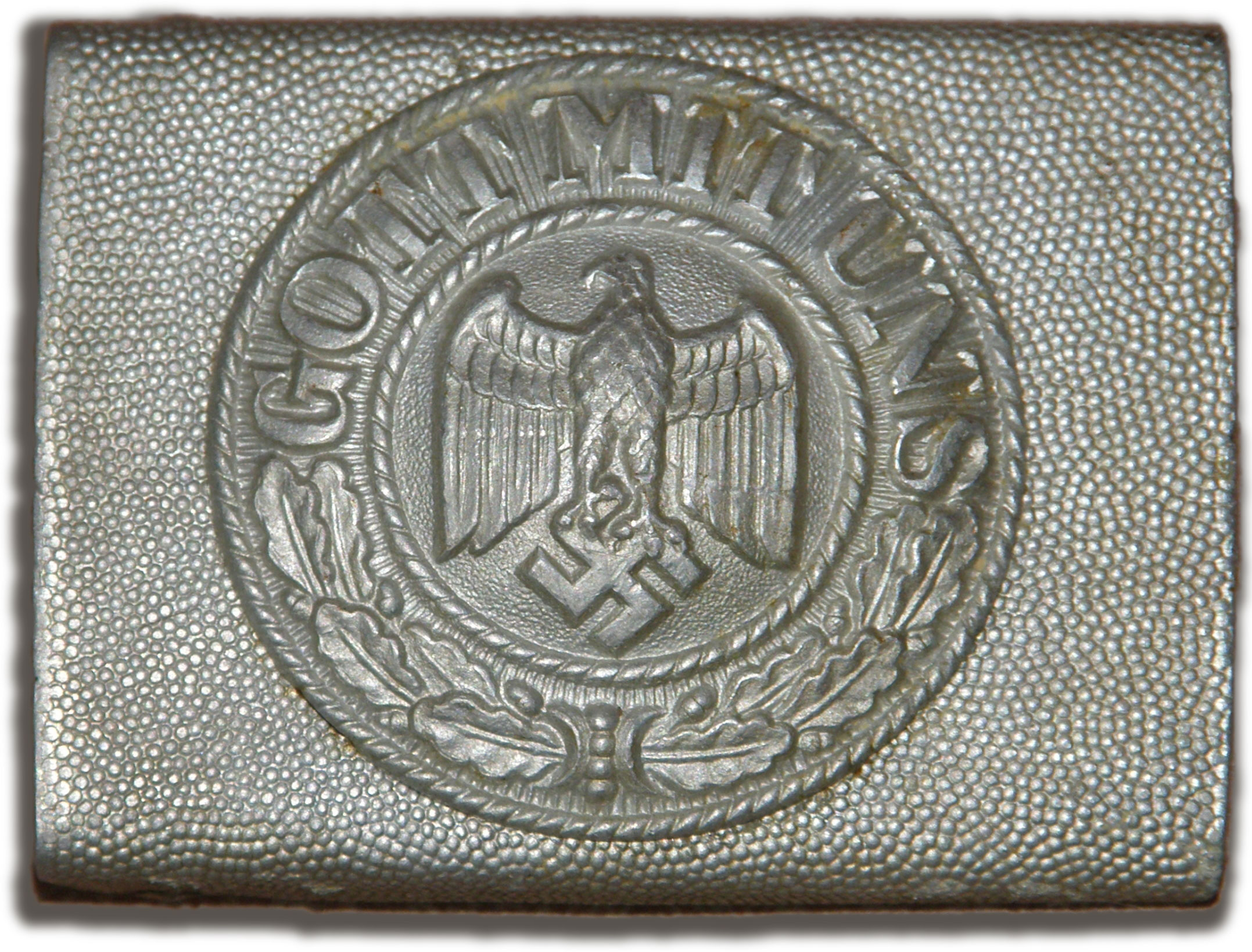
Wehrmacht (Heer) övcsat Gott mit uns (Isten velünk van) felirattal

A Wehrmacht (szó szerint kb. véderő) a Harmadik Birodalom fegyveres erejének (haderejének) megnevezése volt 1935-től, a sorkatonaság bevezetésétől, 1946-ig. Három nagy haderőből állt: Heer (szárazföldi erők), Kriegsmarine (haditengerészet) és a Luftwaffe (légierő).
Adolf Hitler 1933-as hatalomra jutása után – a versailles-i békeszerződés korlátait figyelmen kívül hagyva – komoly fegyverkezésbe kezdett. A korábban használatos nevet: a Reichswehrt 1935-ben nevezték át Wehrmachtra. A Wehrmacht első komoly bevetésére a spanyol polgárháborúban került sor. A második világháború elején az összehangolt hadműveletek jellemezték, amiből a harckocsik, a gyalogság, a tüzérség, a műszakiak és a légierő is kivették a részüket. Ez a terv a későbbiekben villámháború (Blitzkrieg) néven vált ismertté. A Wehrmacht egy új katonai struktúrával, egyedi harcászati technikáival és az újonnan kifejlesztett fegyverekkel, a korábban nem tapasztalt sebességgel és pontossággal mérhetett megsemmisítő csapást az ellenséges célpontokra.
1941 decemberében a sikertelen Barbarossa hadművelet után Adolf Hitler saját magát nevezte ki a Wehrmacht szárazföldi ereje (OKH) főparancsnokává. A Barbarossa hadművelet vezetett végül a Wehrmacht és a teljes Harmadik Birodalom bukásához, a szovjet Vörös Hadsereg ugyanis szinte teljesen megsemmisítette azt.

## Megalakulásának előzményei
1918. november 11-én aláírták a compiègne-i fegyverszünetet, melynek értelmében véget ért a négy éven át tartó első világháború, melyből Németország vesztesen került ki. A háborút lezáró versailles-i békeszerződésben a győztes nagyhatalmak Németország számára kemény feltételeket szabtak. A fegyveres erők létszámát nagyon alacsonyra kellett csökkenteniük. A haditengerészetet parti őrségi feladat ellátására redukálták, míg a hadsereg létszámát 100 000 főben maximálták, hogy csak önvédelemre legyen képes. A fegyverzetét is korlátozták: a haditengerészet nem építhetett, vagy vásárolhatott nagyobb hajót, és a hadseregnek nem lehettek harckocsijai, nehézfegyverei, és nem rendelkezhetett légierővel. Ezenkívül feloszlatták a nagyvezérkart, amelyben sok szövetséges vezető az 1914 előtti német militarizmus fő forrását látta. A cél Németország legyengítése és erőtlenségének fenntartása volt.
Az új német államnak, a weimari köztársaságnak szüksége volt valamilyen belső védelemre, így a jobboldali önkéntes egységekhez a Freikorpshoz fordult. Ezek spontán szerveződő, központi irányítás és sok esetben katonai fegyelem nélküli egységek voltak, de ők jelentették az egyedüli elérhető és használható erőt. 1921. március 23-án felállították az új fegyveres erőt: a Reichswehrt. A Freierkorps egységek létszáma ekkor már elérte a százezer főt, a hadsereg, a Reichsheer állományának engedélyezett létszámát. A régi birodalmi hadsereghez képest mindez elenyésző volt, de a weimari köztársaság szinte a semmiből kezdte a honi véderő felállítását.
A weimari kormány Hans von Seeckt tábornokot nevezte ki a Reichsheer élére. Habár az antant ragaszkodott a korábbi nagyvezérkar feloszlatásához, Von Seeckt létrehozott egy szervezetet, a Truppenamtot gyakorlatilag azonos funkcióval, de úgy, hogy az valójában sokkal centralizáltabb és erőteljesebb potenciállal rendelkezett. A két engedélyezett hadtest – az egyik Berlinben, a másik Kasselben állomásozott – sorállománya tapasztalt és odaadó önkéntesekből verbuválódott, akiknek többségéből ideális első generációs altiszt válhatott. Von Seeckt nagy hangsúlyt fektetett arra, hogy a birodalmi hadsereg hagyományait és identitásait átültesse az új seregbe. Az antant nem vette észre, hogy a Reichsheer egy gyors jövőbeni növekedésre képes, ütőképes magként formálódott meg. Von Seeckt erőfeszítéseket tett annak érdekében, hogy a Reichsheer távol tartsa magát a politikától, de a weimari köztársaságnak mindenképpen szövetségesre volt szüksége az antant szorításában, ezért 1922-ben a Szovjetunióval megkötötte a rapallói egyezményt. Titkos záradéka biztosította, hogy a Reichsheer tisztjeit és katonáit páncélos- és repülőkiképzésben részesítsék a szovjetek. A kazanyi és lipecki katonai bázisokon való kiképzés ellenében a németek vállalták, hogy átadják technikai és harcászati tapasztalataikat. Ugyanebben az időszakban Von Seeckt felismerte a gépesítés nyújtotta lehetőségeket. Így lehetővé vált, hogy az olyan tisztek, mint Heinz Guderian – akit a gépesített alakulatok felügyelőségéhez helyeztek – szert tegyenek azokra a tapasztalatokra, amelyek később elősegítették a teljes mértékben páncélozott hadosztályok felállítását. Az 1930-as évek elejéig páncélosképzésben a katonák csak Kazanyban részesülhettek, míg Németországban tankokat szimuláló traktorokkal és gépjárművekkel gyakorolhattak. Mindez megmosolyogtatónak tűnhet, de ennek ellenére sikerült a katonákkal elsajátíttatni a páncélos-hadviselés alapjait, ami a későbbiekben felbecsülhetetlen értékűnek bizonyult. Ily módon Adolf Hitlernek, amikor 1933-ban hatalomra jutott Németországban, egy kicsiny, ám mérete ellenére jól képzett hadsereg állt a rendelkezésére.

## Nemzetiszocialista hatalomátvétel

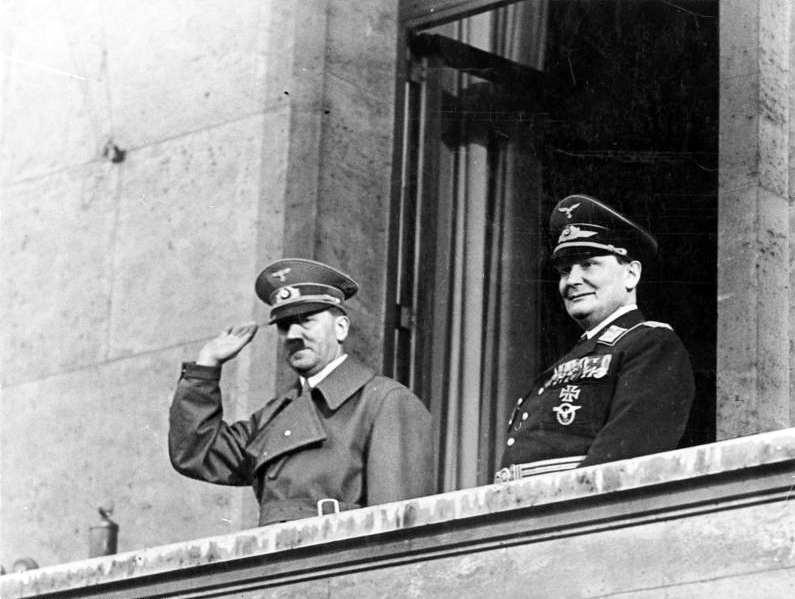
Adolf Hitler és Hermann Göring birodalmi marsall 1938. március 16-án

1933. január 30-án az elnök Paul von Hindenburg Adolf Hitlert nevezte ki Németország kancellárjává. Hitler, aki frontkatonaként szolgált az I.világháborúban – a közkatonák között ritkaságnak számító vaskereszttel tüntették ki bátorságáért –, hamar kinyilvánította azt a szándékát, hogy a hadsereget nagy mértékben fejleszteni akarja. 1933 decemberében elrendelte, hogy növeljék a hadsereg létszámát háromszorosára. Célkitűzése az volt, hogy 1938-ra 21 hadosztály álljon hadrendben. 1935 márciusában újra bevezette a sorkatonaságot, hogy ezzel biztosítsa az emberanyagot a német hadsereg számára. Terveiben már 36 hadosztály szerepelt, és ugyanekkor bejelentették, hogy Németország mindenféle korlátozás nélkül légierőt hoz létre. 1935-től kezdve Wehrmacht lett a német fegyveres erők hivatalos elnevezése.
Hitler tudatában volt annak, hogy terjeszkedési politikájának megvalósításához szüksége van a hadsereg feltétlen hűségére. Ennek elérésében védelmi minisztere, Werner von Blomberg is támogatta, aki 1932-től 1938-ig töltötte be posztját. (A békeszerződés rendelkezései értelmében a német védelmi miniszter nem lehetett volna aktív katona.) Ő volt az, aki elkezdte a Wehrmacht politizálását. Ezzel egyrészt az Ernst Röhm vezetése alatt álló nemzetiszocialista SA (Sturmabteilung) befolyását, valamint Hermann Göring, a Luftwaffe főparancsnokának hatalmát akarta ellensúlyozni. Von Blomberg rendeletének értelmében minden egyenruhán viselni kellett a nemzetiszocialista párt jelvényeit; 1934 augusztusában pedig bevezették a hűségesküt, amelyet a már szolgálatot teljesítő katonáknak ugyanúgy le kellett tenni, mint a később bevonulóknak. A fegyveres erők státusza így gyökeresen megváltozott a német államban. A tiszteket és a közkatonákat kötelezték, hogy az alkotmány helyett Adolf Hitlernek, a Német Birodalom Führerrének esküdjenek feltétel nélküli hűséget. Ennek később, 1944 júniusában, a Hitler elleni merényletkísérlet idején nőtt meg a jelentősége, amikor sok tiszt ezen esküje miatt tagadta meg a Führer elleni nyílt fellépést. Hitlernek példa nélküli hatalma lett a Wehrmacht felett, és ez csak növekedett, amikor 1938-ban Von Blomberg helyett magát nevezte ki hadügyminiszternek. Ugyancsak 1938-ban, a korábbi Truppenamtból létrejött az Oberkommando der Wehrmacht (OKW), amelynek parancsnoka Wilhelm Keitel vezértábornagy lett. A hadsereg vezérkarát szintén átszervezték: megalakult a szárazföldi erők főparancsnoksága az Oberkommando des Heeres (OKH) Walther von Brauchitsch vezetésével. Az OKW és az OKH közötti kapcsolat sosem volt jónak nevezhető, és ezt használta ki Hitler személyes hatalmának megerősítésére.

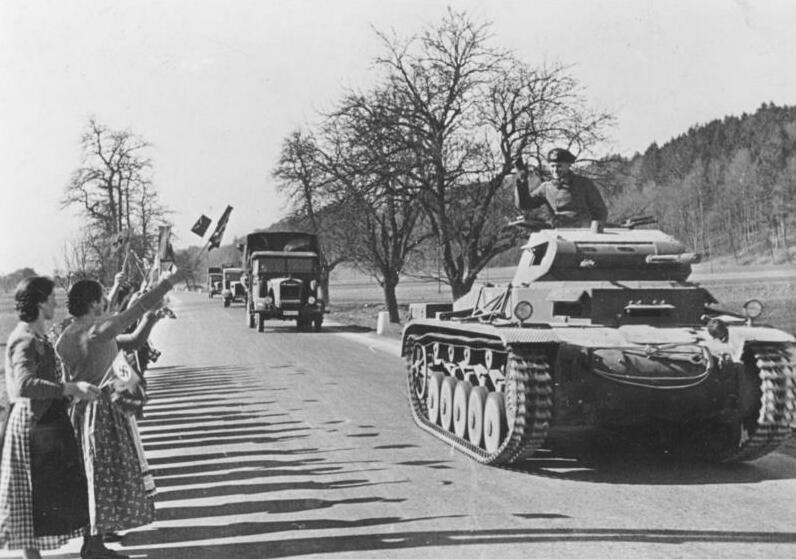
Helyi lakosok üdvözlik a német katonákat, miután Ausztria az Anschluss értelmében Németország része lett

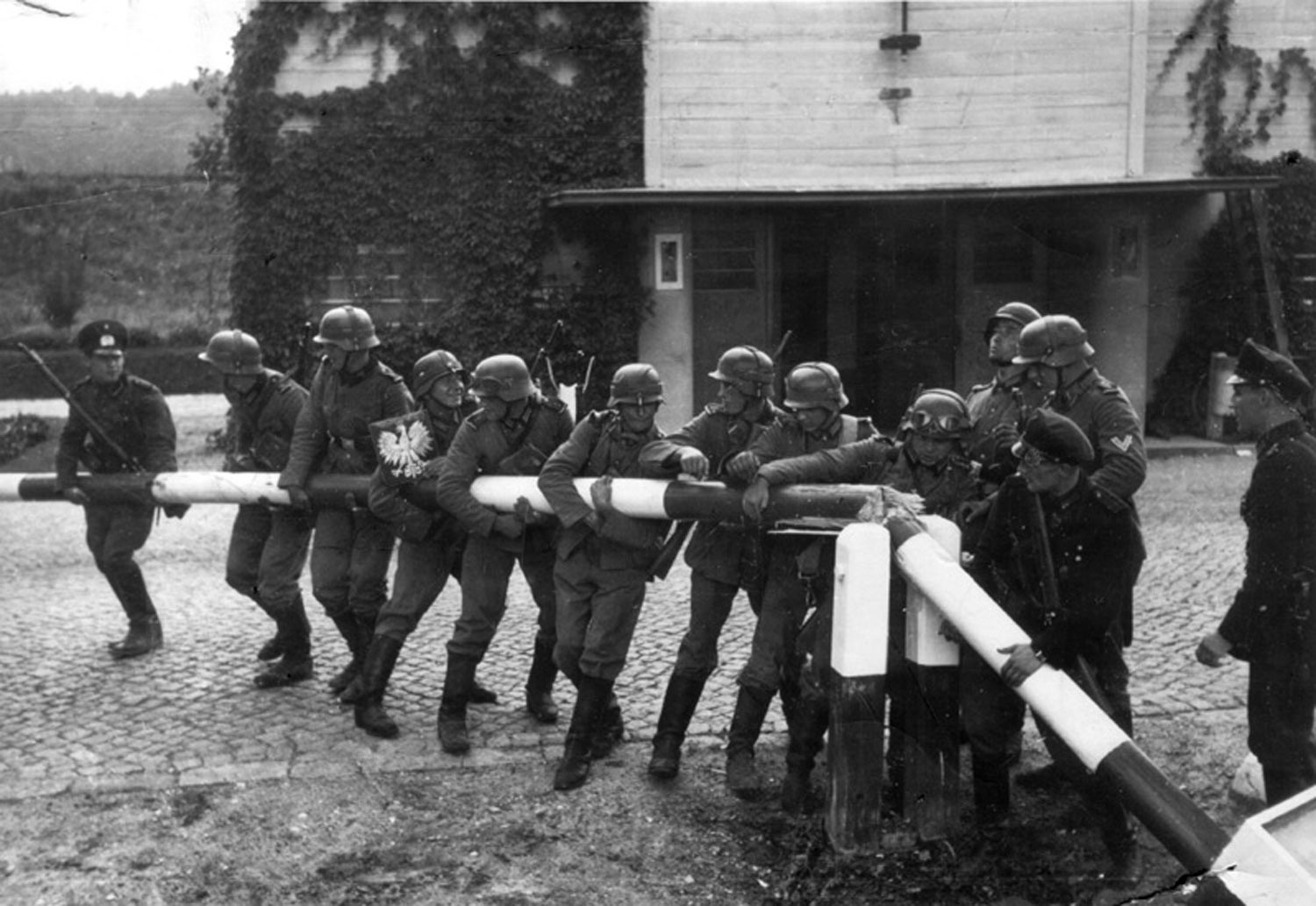
A Wehrmacht katonái a határőrök segítségével egy határsorompót törnek le 1939. szeptember 1-jén

Hitler javában készült a Versailles után kialakult helyzet megváltoztatására és a Harmadik Birodalom területének növelésére. 1936-ban csapatokat küldött a demilitarizált Rajna-vidékre, anélkül, hogy tette bármilyen reakciót is kiváltott volna a britekből vagy a franciákból. Két évre rá az angolok és a franciák müncheni hozzájárulásával az Anschluss értelmében bekebelezte szülőhazáját Ausztriát, és visszaszerezte a Szudétavidéket Csehszlovákiától. 1939-ben lerohanta Csehszlovákia még meg nem szállt részeit is. Csapatai élén minden esetben páncélosékek haladtak, a légteret pedig a Luftwaffe repülőgépei uralták. Hadserege egy modern, rendkívül ütőképes fegyveres erő benyomását keltette. Ezt a benyomást csak erősítették a Spanyolországban történt események. A polgárháborúban (1936–1939) a német páncélosok és a Luftwaffe repülőgépei kipróbálhatták erejüket.
Nem sokkal a háború kirobbantása előtt Sztálin elfogadta Hitler javaslatát egy megnemtámadási szerződés megkötésére. Az 1939. augusztus 23-án megkötött Molotov–Ribbentrop-paktum titkos záradéka úgynevezett „érdekszférákat” határozott meg a Szovjetunió és Németország között. Lengyelországot 1939. szeptember 1-jén támadta meg a Wehrmacht és ezzel kezdetét vette a második világháború Európában. Az Egyesült Királyság és Franciaország már korábban megállapodott, hogy Lengyelországot nem hagyják Csehszlovákia sorsára jutni. 1939. szeptember 3-án ultimátumot küldtek Németországnak, amely a hadműveletek leállítását és a tárgyalások felvételét követelte. Mivel ez nem valósult meg, az Egyesült Királyság és Franciaország is hadat üzent Németországnak, de kisebb összetűzéseken kívül nem történtek háborús cselekmények, ezért hívják ezt furcsa háborúnak (drôle de guerre).

## Haderőnemek és parancsnokságok
- Oberkommando der Wehrmacht (OKW) – a fegyveres erők főparancsnoksága
- Főparancsnok (Chef des Oberkommandos der Wehrmacht)
  - Wilhelm Keitel vezértábornagy (Generalfeldmarschall) (1938–1945)
- Stratégiai műveletvezető
  - Alfred Jodl vezérezredes (Generaloberst)
- Abwehr – katonai hírszerzés (szó szerint: elhárítás)
- Heer – szárazföldi haderő
  - Oberkommando des Heeres (OKH) – a szárazföldi haderő főparancsnoksága
  - Főparancsnokok (Oberbefehlshaber des Heeres, OBdH)
    - Werner von Fritsch (Generaloberst): 1935 – 1938. február 4.
    - Walther von Brauchitsch tábornagy (Generalfeldmarschall): 1938. február 4 – 1941. december 19.
    - Adolf Hitler: 1941. december 19 – 1945. április 30.
    - Ferdinand Schörner tábornagy (Generalfeldmarschall): 1945. április 30 – 1945. május 8.

  - Vezérkari főnökök (Chefs des Generalstabes des Heeres)
    - Ludwig Beck (Generaloberst): 1935 – 1938
    - Franz Halder (Generaloberst): 1938 – 1942. szeptember
    - Kurt Zeitzler (Generaloberst): 1942. szeptember – 1944. július
    - Heinz Guderian (Generaloberst): 1944. július – 1945. március
    - Hans Krebs (General): 1945. március – május
- Luftwaffe – légierő
  - Oberkommando der Luftwaffe (OKL) – a légierő főparancsnoksága
  - Főparancsnokok (Oberbefehlshaber der Luftwaffe, OBdL)
    - Hermann Göring birodalmi marsall Reichsmarschall (1935–1945)
    - Robert von Greim tábornagy (Generalfeldmarschall) (1945)
- Kriegsmarine – haditengerészet
  - Oberkommando der Marine (OKM) – a haditengerészet főparancsnoksága
  - Főparancsnokok (Oberbefehlshaber der Marine, OBdM)
    - Erich Raeder tengernagy Großadmiral (1928–1943)
    - Karl Dönitz tengernagy Großadmiral (1943–1945)
    - Hans-Georg von Friedeburg tengernagy Admiral (1945)

## A háború évei (1939–1945)

### Szárazföldi erők
A szárazföldi erők (Heer) volt a Wehrmacht legnagyobb létszámú hadereje. Az újonnan besorozottak többsége a gyalogsághoz került, ahhoz a haderőnemhez, amely alig változott az I. világháború óta. Megmaradtak a hagyományosan három ezredből álló, tüzérséggel és műszakiakkal megerősített hadosztályok; és – habár néha biztosították számukra a gépesített szállítást – a katonáknak legtöbbször a saját lábukon kellett harcba vonulni. A tüzérség lövegeit is többnyire lóval vontatták. Létrejöttek azonban, nagyrészt Guderian közreműködésének köszönhetően, a Panzer (páncélos) hadosztályok.
Guderian és a hozzá hasonlóan gondolkodó tisztek hamar felismerték a páncélosokban rejlő lehetőségeket: használatukkal visszatért a mozgékonyság a hadszíntérre. A harckocsik azonban egymagukban nem voltak elegendőek, csak egy több fegyvernemet (gépesített gyalogságot, tüzérséget és műszakiakat, valamint a légierő egységeit) felölelő hadrend részeként hajthatták végre eredményesen a feladatukat. Ez a feladat pedig az volt, hogy megtalálják és kihasználják az ellenséges arcvonal gyenge pontjait. Megkerülve a megerősített védelmi pontokat, behatoltak a vonalak mögé, és felszámolták az ellenség parancsnoki és irányítási központjait. A központtól ily módon elvágott frontvonalon harcoló erőket könnyű volt leküzdeni, és elejét venni a nagy veszteségekkel járó állóháborúnak. A tervezet később Villámháború (Blitzkrieg) néve vált ismertté.

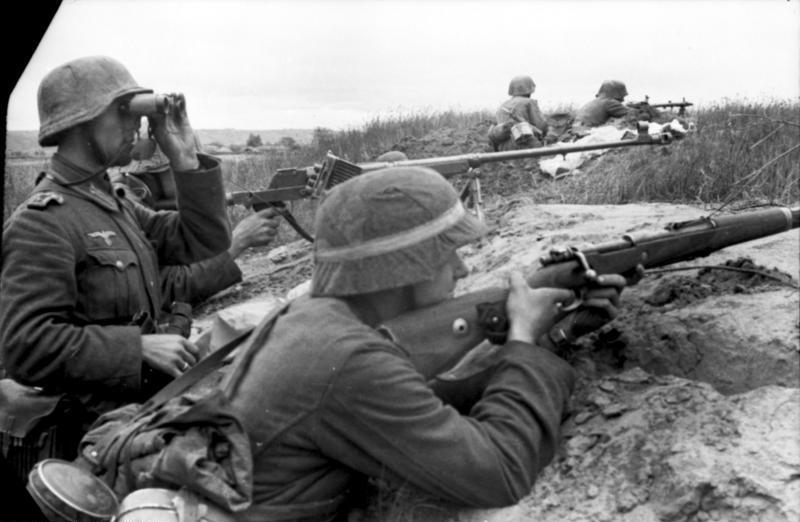
Wehrmacht katonák a Szovjetunióban, 1942 júniusában

Hitler biztosította a szükséges anyagiakat. 1935-ben létrehozták az első páncélos hadosztályt. Ez hatékony erőt képviselt a gyors csapásmérésre hívatott páncélosezredekkel, és az ezeket kiegészítő gépesített gyalogsággal, vontatott tüzérséggel és műszaki egységekkel. Emellett Göringet is sikerült rávenni, hogy a Luftwaffe egységeinek zömét szentelje a szárazföldi csapatok támogatására. A Ju 87-es Stuka zuhanóbombázókat például kifejezetten arra használták, hogy fellazítsa az ellenséget a páncélosok támadása előtt.
Eleinte a villámháborús terv több alkalommal is bevált. Lengyelország (1939. szeptember), Norvégia és Dánia (1940. április), Belgium, Hollandia és Franciaország (1940. május), Jugoszlávia és Görögország (1941. április), és részben a Barbarossa hadműveletnél is (1941. június). Azonban már a korai szakaszban megmutatkoztak azok a hiányosságok, amelyek a későbbiekben végzetesnek bizonyultak. Az egyik ilyen hiányosság volt, hogy 1939-ben még csak hét páncéloshadosztály állt rendelkezésre, ami csak nagyon kis hányadát tette ki a Wehrmachtnak. A hadsereg zömét még mindig gyalogosok alkották, ám ők gyakran lemaradtak a gépesített ékek mögött. Már a nyugati fronton jelentkeztek ezek a problémák, ráadásul a gyalogosok iramát még jobban lelassította a terület megerősítésének feladata és a hadifoglyok nagy száma. A páncélosoknál utánpótlási nehézségek is jelentkeztek, mivel a hadtáposzlopok is forgalmi dugóba kerültek, vagy csak egyszerűen lemaradtak a páncélosok mögött. Mindezek ellenére ekkor még egyik probléma sem bizonyult kritikusnak. 

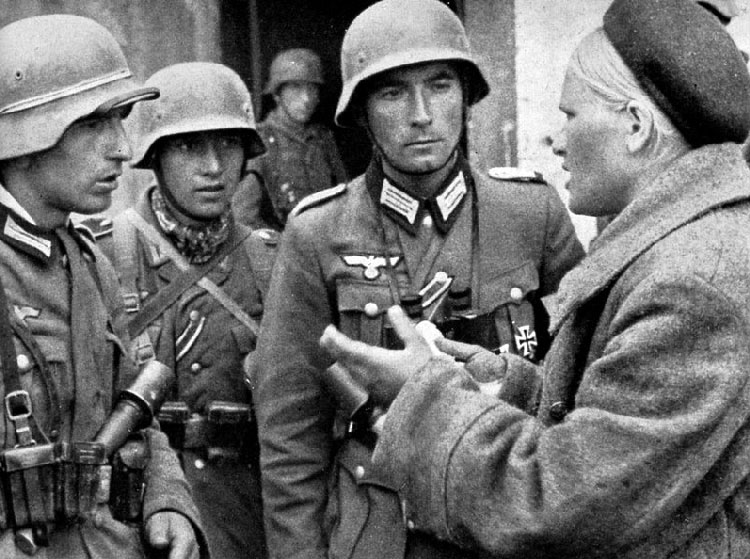
Német katonák egy civilt kérdeznek ki a Krímen, 1942 júniusában

Azonban amikor Hitler kelet felé fordult és elrendelte a Szovjetunió megtámadását, döntő fontosságúvá váltak. Sokkal nehezebb volt az ellátás megszervezése, ami elengedhetetlen a hadsereg mozgásban tartásához. A szovjet úthálózat kezdetleges volt és hamarosan az is tönkrement, a vasúti sínek nyomtávja pedig szélesebb, mint Európa többi részén. Ráadásul Sztálin meghirdette a felperzselt föld taktikáját, aminek következtében a támadók az elfoglalt területeken semmi hasznosíthatót nem találtak. Sokszor a terepviszonyok sem segítették a németeket. A Balti államokban a sűrű átjárhatatlan erdők, míg Pripjaty környékén a mocsaras területek lassították a haladást. 1941 októberében elkezdődtek az esőzések, sártengerré változtatva a már amúgy is járhatatlan utakat, így a járművek gyakran beragadtak. A hamarosan beköszöntő rendkívül kemény –40 °C-os orosz télre nem voltak felkészülve. Az üzemanyag megfagyott, a fegyverek felmondták a szolgálatot, a katonák pedig nem rendelkeztek megfelelő téli öltözettel. December 5-re a németek teljesen elakadtak. A szovjeteknek így volt idejük összeszedni az erejüket.
Miután 1941 decemberében az Egyesült Államok is belépett a háborúba, Németország hadat üzent, ezzel felkészülve a többfrontos harcra. A németeket az sem segítette, hogy szövetségesük Olaszország gyengélkedett a Balkánon, Görögországban és Észak-Afrikában, így Hitler számára nem volt más megoldás: csapatokat kellett küldenie szövetségese megsegítésére. A hadosztályok átcsoportosítása tovább gyengítette az ekkor már amúgy is komoly gondokkal küszködő Wehrmachtot. A villámháborús terv meghiúsult, a németek döntő fontosságú ütközetekben (Moszkva, Leningrád, Sztálingrád, Kurszk, El-Alamein) sorra vereséget szenvedtek, míg a szövetségesek fokozatosan megnövelték erejüket, így már nem volt kérdéses a háború kimenetele.
Gyakori tévedés, miszerint a Waffen-SS a Wehrmacht negyedik haderőneme volt a szárazföldi erők, a haditengerészet és a légierő után. A fronton a Waffen-SS hadosztályok hadműveleti szempontból a szárazföldi erők főparancsnoksága alá kerültek, de mindvégig megőriztek egyfajta önállóságot azáltal, hogy szervezetileg az SS kötelékébe tartoztak, annak vezető szervei intézkedtek és döntöttek valamennyi ügyében, így a hátországban való alkalmazásában, állománykiegészítésében, felszerelésében, katonai kiképzésében, politikai-ideológiai nevelésében.

### Haditengerészet

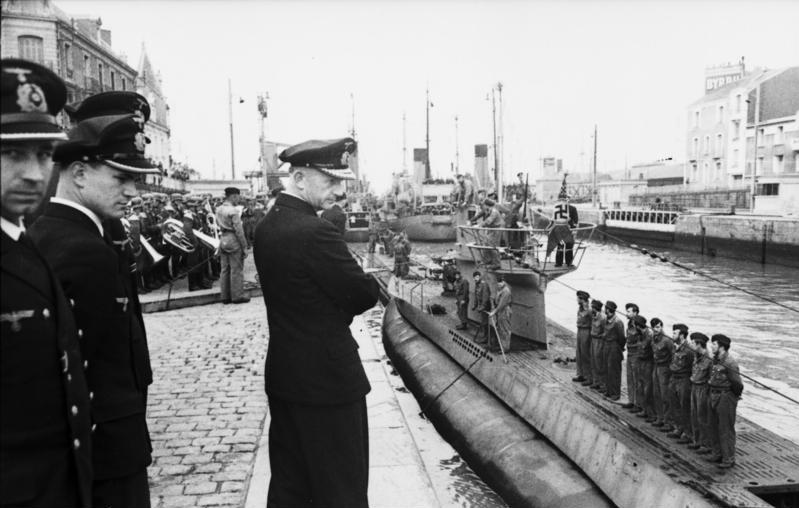
Karl Dönitz tengernagy ellenőrzi a Saint-Nazaire tengeralattjáró-bázist Franciaországban, 1941 júniusában

A haditengerészet (Kriegsmarine) kulcsszerepet játszott az Atlanti csatában és a második világháború kezdetén még sikeresnek volt mondható: a Weserübung hadművelet során a Norvégia és a Csatorna-szigetek ellen végrehajtott invázió, illetve a konvojok zavarása komoly veszteségeket okozott a szövetségeseknek. Ugyan Franciaország kapitulálásával a francia hajók eltűntek a hadszíntérről, ám a megszállt országok flottájának tekintélyes része tért brit zászló alá és a Kriegsmarine veszteségeit a német hadiipar nem tudta megfelelően pótolni, így az erőviszonyok még inkább a szövetségesek javára tolódtak el. Tovább rontotta a helyzetet Olaszország belépése a háborúba (a németek tengeri támogatást nyújtottak a Földközi-tengeren, megosztva ezzel erőiket), illetve az amerikai hadüzenet. A sikersorozat a Bismarck 1941-es elvesztésével véget ért. A felszíni flottát ezután elsősorban védelmi célokra használták, az inváziós tervek (partraszállás Angliában) félbemaradtak.
A tengeralattjárók (U-Boot) Németország legkomolyabb fegyverei voltak a tengeren, melyek egészen 1943-ig komoly veszteségeket okoztak az ellenségnek. A németek tengeri stratégiája az volt, hogy megtámadták az ellenséges hajókonvojokat, amelyek Angliába szállítottak élelmiszert és nyersanyagot. Karl Dönitz tengernagy korlátlan tengeralattjáró-háborút kezdett, aminek következtében a szövetségesek 22 898 embert és 1315 hajót veszítettek. Azonban a későbbiekben a szövetségesek radarral látták el a repülőgépeiket, és olyan készüléket szereltek a hajóikba, amelyek képesek voltak a tengeralattjárók hajtócsavarzaját érzékelni (szonár). A tengeren a hadi mérleg emiatt egyre inkább a szövetségesek javára billent. A haditengerészet nem tudta érdemben zavarni sem a normandiai, sem a  szicíliai, sem az észak-afrikai partraszállásokat.
A háború végére kettő kivételével a Kriegsmarine összes nagyobb hajóját elsüllyesztették.

### Légierő

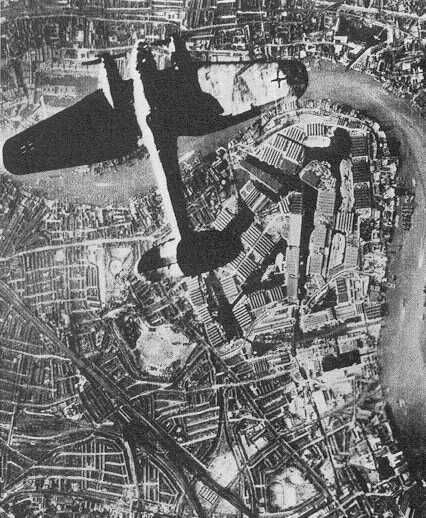
A Luftwaffe egyik gépe London felett, 1940-ben

A Luftwaffe egyike volt a Wehrmacht három nagy haderő nemének a szárazföldi erők és a haditengerészet mellett. Főleg légierőből és légvédelmi csapatokból állt, de a második világháború során szárazföldi katonái is voltak a hadsereg támogatására. Hermann Göring birodalmi marsall parancsnoksága alá tartozott és fontos szerepet játszott a villámháborús hadjáratokban (Lengyelország 1939-es, Franciaország 1940-es és a Szovjetunió 1941-es megtámadásakor.) A légierő számára legnagyobb számban vadászrepülőket és taktikai bombázókat gyártottak. A legismertebb típusok: a Messerschmitt Bf 109 és a Junkers Ju 87 (Stuka) zuhanóbombázói voltak.
A repülőgépek szorosan együttműködtek a szárazföldi erőkkel és kezdetben a Luftwaffe kezében volt a légi fölény. Feladatuk volt a fronthoz közeli parancsnoki és irányítói központok, ellátási útvonalak, raktárak megsemmisítése. Ahogy a háború évei teltek, a szövetségesek drasztikusan megnövelték gyártott repülőgépeik számát, aminek következtében a Luftwaffe fokozatosan elveszítette a légi fölényét.

## Frontok és hadjáratok
A Wehrmacht, a Német Birodalom fegyveres erejeként a második világháború kezdetétől a befejezéséig (1939 szeptember 1. – 1945 május 8.) számos hadjáratban, hadműveletben, csatában, offenzívában vett részt. Kezdetben egy frontos harcokat vívtak, de ahogy teltek a háború évei, megnyíltak az újabb frontok. Mindez azt eredményezte, hogy több alkalommal kellett átcsoportosításokat végrehajtani.

### Keleti front

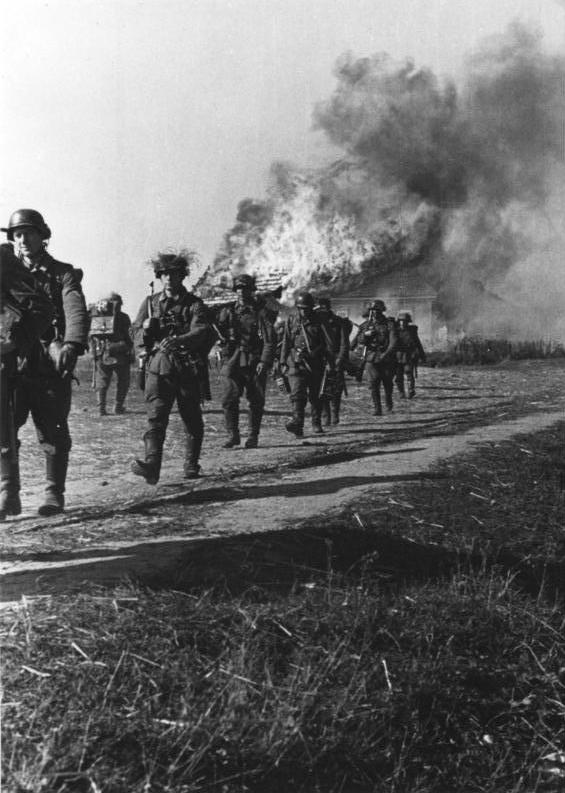
Német csapatok a Szovjetunióban, 1941 októberében

- Csehszlovákia német megszállása (1938–1945)
- Anschluss (1938)
- Lengyelországi hadjárat
- Balkán hadjárat (1940–1941)
- Barbarossa hadművelet (1941), Észak Hadseregcsoport, Közép Hadseregcsoport, Dél Hadseregcsoport
- Kijevi csata (1941)
- Leningrád ostroma (1941–1944)
- Szevasztopol ostroma (1941–1942)
- Folytatólagos háború (1941–1944)
- Sztálingrádi csata (1942–1943)
- Kaukázusi csata (1942–1944)
- Kurszki csata (1943)
- Bagration hadművelet (1944)
- Heiligenbeil-i csata (1945)
- Balatoni csata (1945)
- Berlini csata (1945)

### Nyugati front

Német katonák beveszik Párizst, 1940. június 14-én

- Furcsa háború (Sitzkrieg) (1939–1940)
- Dánia és Norvégia megszállása Weserübung hadművelet (1940)
- Hollandiai hadjárat (1940)
- Franciaországi hadjárat (1940)
- Angliai csata (1940)
- Atlanti csata (1939–1945)
- Normandiai csata (1944)
- Ardenneki offenzíva (1944–1945)

### Mediterrán front
- Észak-afrikai hadjárat (1940–1943)
- Első el-alameini csata (1942)
- Második el-alameini csata (1942)
- Szicília megszállása (1943)
- Monte Cassinó-i csata (1944)

## Legmagasabb rendfokozatok

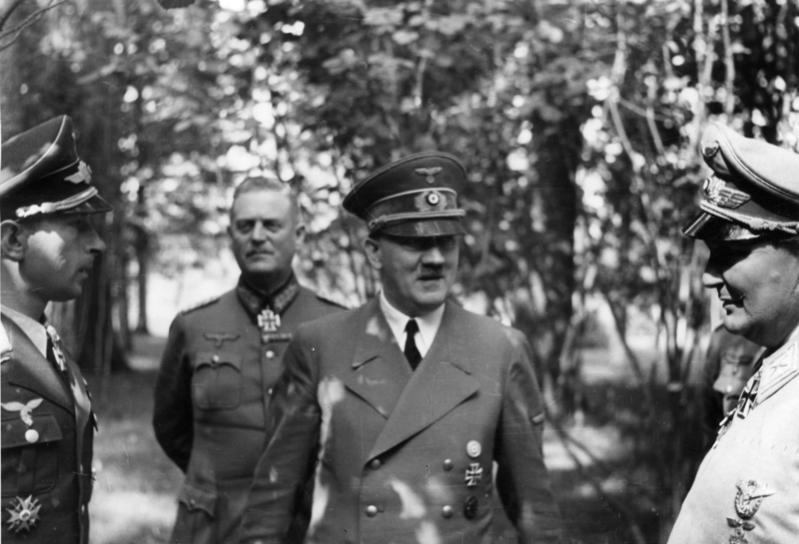
Wilhelm Keitel, Adolf Hitler és Hermann Göring, 1941 júliusában

- Reichsmarschall: a birodalmi marsall a legmagasabb katonai rendfokozat volt, amit német katona elérhetett. A posztot Hermann Göring töltötte be (1940. július 19.), aki emellett a Luftwaffe főparancsnoka is volt.
- Generalfeldmarschall: eredetileg csak a hadügyminiszter és a Wehrmacht főparancsnoka tölthette be a posztot, de 1936-ban Hitler változtatást eszközölt. A tábornagyi rendfokozatnak felel meg. A legtöbb tábornagyot az 1940-es tábornagyi ünnepségen léptették elő.
- Generaloberst: a vezérezredesi rangnak felel meg.
- General der Waffengattung: fegyvernemi tábornok
- Generalleutnant: altábornagy
- Generalmajor: vezérőrnagy

## Veszteségek
A Wehrmacht haderőiben 1935 és 1945 között 18,2 millió ember szolgált. Közülük 2 230 324-en meghaltak, 2 870 404-en eltűntek, és 5 240 000-en megsebesültek. Németország katonai vesztesége 5,3 millió fő volt, akik főleg a keleti fronton és a németországi harcokban estek el.
A németek veszteségei hirtelen megugrottak 1943 januárjában, amikor Sztálingrádban egy hónap alatt 180 310 katona halt meg, vagy tűnt el. Németország az 5,3 milliós katonai veszteség több mint 80%-át a háború utolsó két évében szenvedte el, háromnegyedét a keleti fronton (2,7 millió ember), a háború utolsó hónapjaiban 1945. január és május között további 1,2 millió ember veszítette életét, vagy tűnt el.
A német veszteségek 1941 és 1943 között a nyugati fronton, az összes frontot figyelembe véve a veszteség mintegy 3%-át tették ki. 1944-ben ez 14%-ra ugrott, de a D napot követően is a német veszteségek mintegy 68,5%-a a keleti fronton következett be.

## A II. világháború után
Németország 1945. május 8-án közép-európai idő szerint 23 óra 1 perckor hivatalosan is kapitulált. A második világháború Európában ezzel a mozzanattal fejeződött be, de az utolsó német harcoló egységek csak május 11-én adták meg magukat. A háború vége egyben a Wehrmacht végét is jelentette. Németország 2/3-a nyugati, 1/3-a szovjet ellenőrzés alá került, az országot a négy szövetséges nagyhatalom megszállási övezetekre osztotta. A szovjetek átadták az ellenőrzést a nyugati szövetségeseknek Berlin nyugati városrészei fölött, míg az amerikai és brit csapatokat Türingiában és Osztfáliában váltották fel a szovjetek. 1947-ig a nyugati szövetségesek fokozatosan egységesítették saját megszállási övezeteiket. A Szovjetuniónak azonban nem volt érdeke, hogy Európában újból egy egységes – immáron a nyugati szövetségi rendszerhez tartozó – Németország jelenjen meg, ezért saját megszállási övezetét elzárta a nyugati típusú változások elől. A belnémet határon fokozatosan kiépült a műszaki zár, a vasfüggöny.
Németország kettészakadt: Nyugat-Németországra, illetve a kommunista berendezkedésű Kelet-Németországra. 1955. május 5-én alakult meg a Német Szövetségi Köztársaságban a Bundeswehr, illetve 1956. március 1-jén az NDK fegyveres ereje a Nationale Volksarmee. 1990-ben a két német állam egyesült, hadserege: a Bundeswehr (mely megnevezés a mai napig érvényben van).

## Galéria

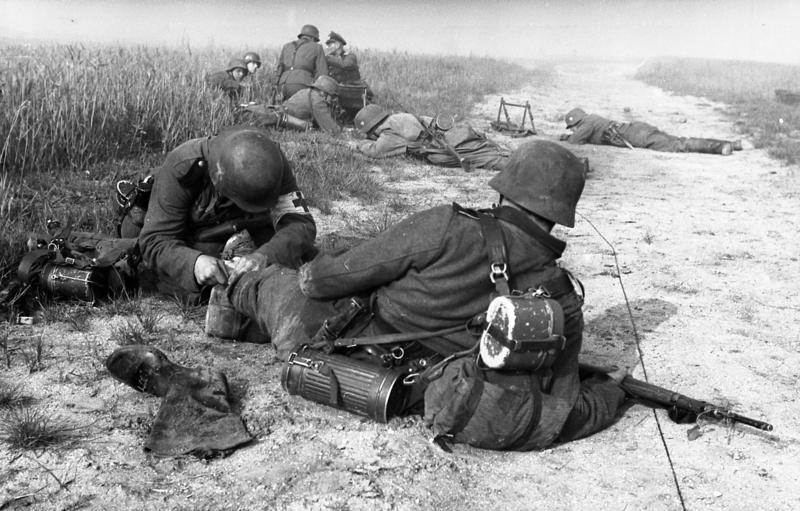
Német katonaorvos nyújt elsősegélyt egy sebesült katonának, Franciaország, 1940. június
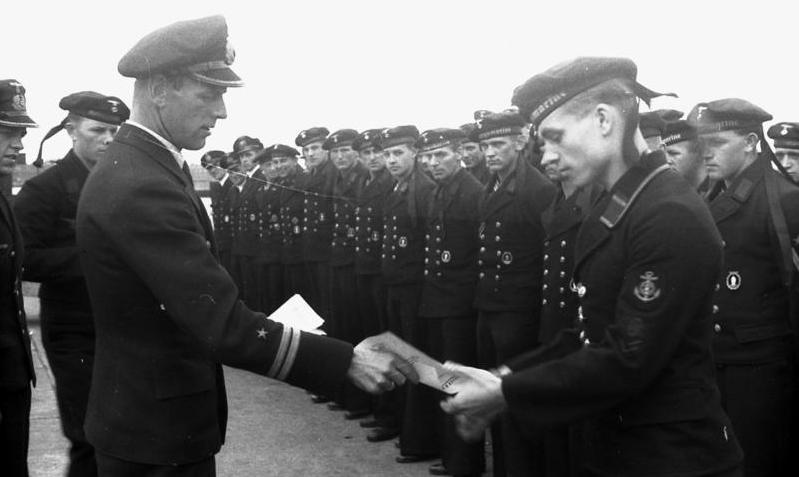
Matrózok Franciaországban, 1941
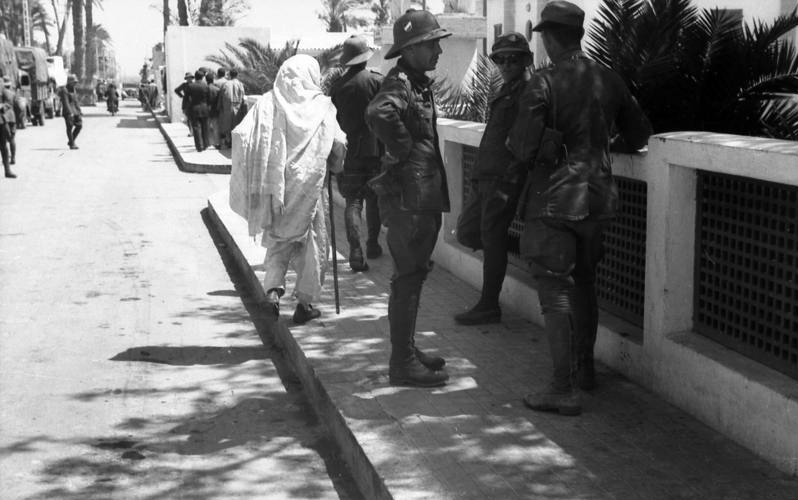
Az Afrika-hadtest katonái Észak-Afrikában, 1941. március
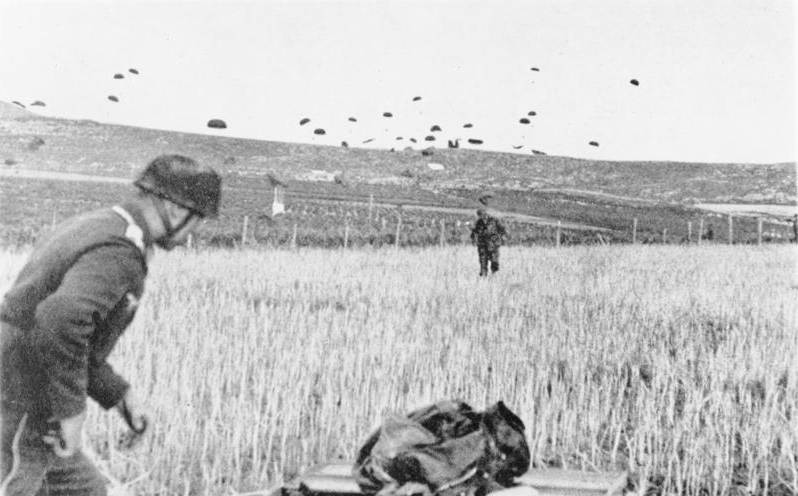
Német ejtőernyősök landolnak Krétán, 1941. május
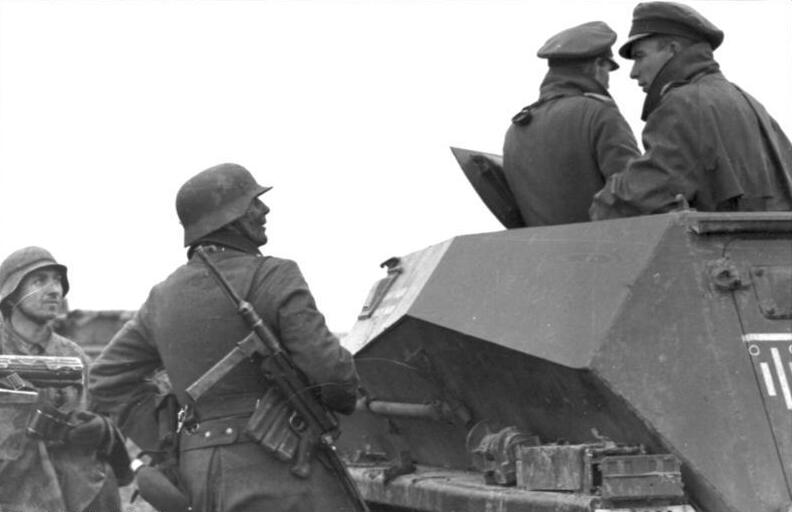
Német katonák a nyugati fronton, 1941 októberében
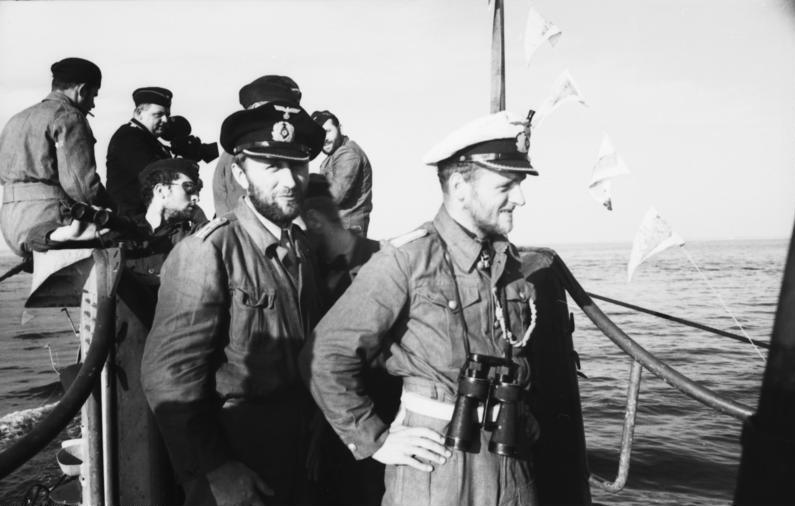
Erich Topp tengeralattjáró-parancsnok 1941 októberében
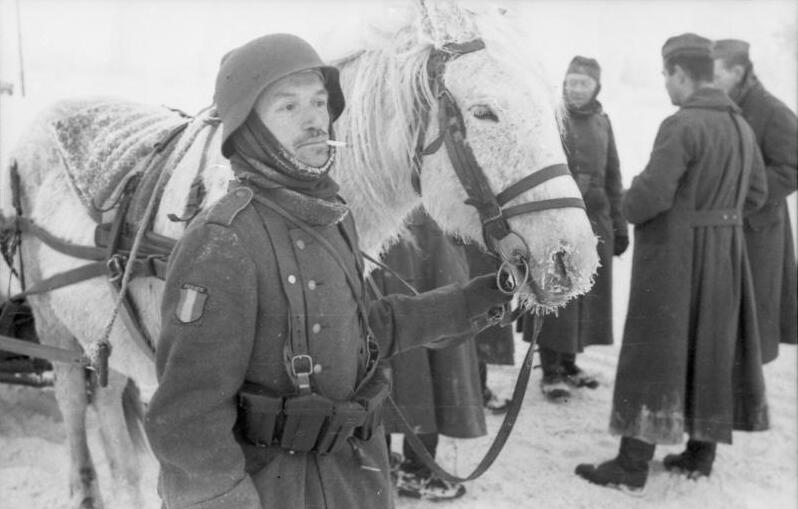
Szovjetunió, 1941. november
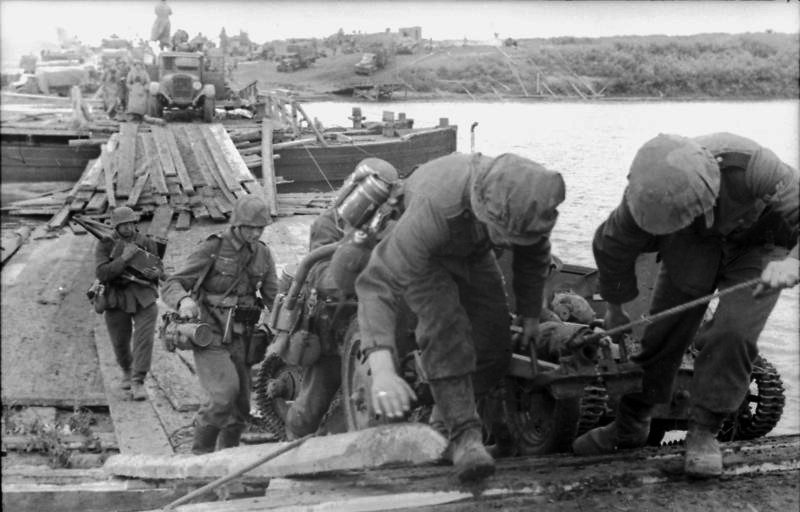
Szovjetunió, 1942. június
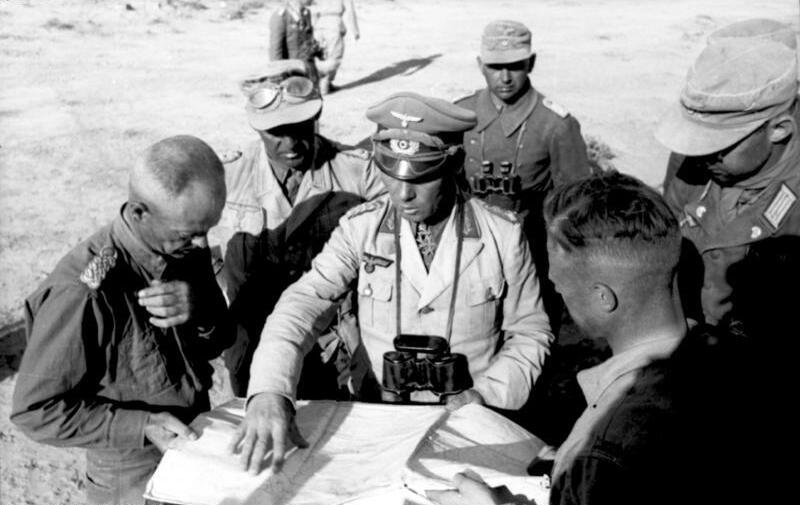
Erwin Rommel az Afrika-hadtest parancsnoka konzultál az embereivel 1942 júniusában
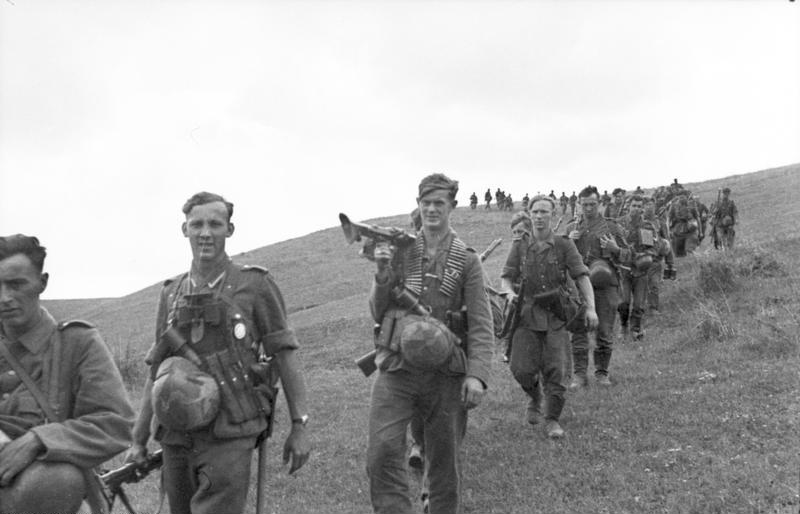
Német gyalogosok menet közben, Szovjetunió, 1943. június